# Centrale idroelettrica di Balma-Quittengo
La centrale idroelettrica di Balma-Quittengo è situata nel comune di Campiglia Cervo, in provincia di Biella.

## Caratteristiche
Si tratta di una centrale ad acqua fluente, equipaggiata con macchinari consistono in un unico gruppo turbina/alternatore.